# 2017年レソト国防軍ヘリコプター墜落事故
2017年レソト国防軍ヘリコプター墜落事故（2017ねんレソトこくぼうぐんヘリコプターついらくじこ）は、レソト国防軍のユーロコプター EC 135 T2+がタバ・プツォア山地近くの山岳地帯に墜落した事故。この事故で乗員乗客4人全員が死亡した。

## 事故機
事故機はレソト国防軍航空団が所有するユーロコプター EC 135 T2+だった。

## 事故概要
事故機には兵士3人と年金を届けに来ていた財務省の職員1人を乗せていた。当局は、ヘリコプターは送電線に接触後タバ・プツォア山地近くの山岳地帯に墜落し、2人の兵士が死亡、2人が重傷を負ったと報じた。2人は病院に運ばれたが、その後死亡した。レソトの国防大臣Tseliso Mokhosi（ツェリソ・モホスィ）は事故の翌日、現場に訪れると発表した。